# Harmalina
A harmalina é um alcalóide indólico fluorescente e psicoativo, do grupo dos harmanos e beta-carbolinas. É a forma reduzida e hidratada da harmina

## Efeitos

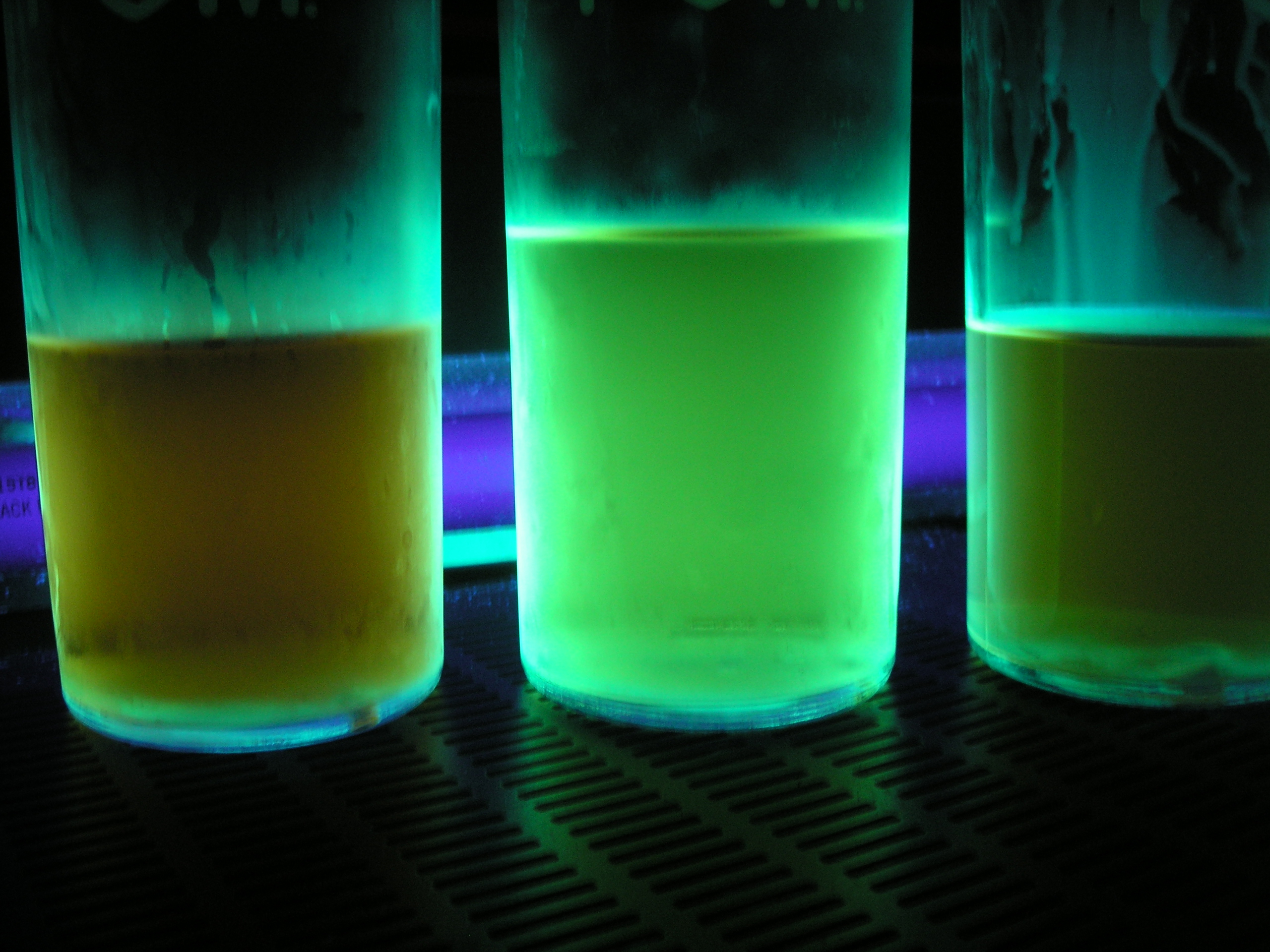
Fluorescência da harmina e da harmalina sob luz ultravioleta. As três extrações indicam que a do meio tem maior concentração dos dois compostos.